# Brian Stein
Pour les articles homonymes, voir Stein.
Brian Stein (né le 19 octobre 1957) est un footballeur anglais, devenu entraîneur. 
Ses frères, Ed et Mark (en), sont eux aussi footballeurs professionnels.

## Biographie
Il arrive en Angleterre à l'âge de 7 ans pour fuir le régime ségrégationniste de l'apartheid en Afrique du Sud.
Il commence à jouer au football au Sudbury Court. Après avoir marqué plus de 70 buts en une saison, il est repéré par le club d'Edgware Town FC, qui joue en Conference National (D5).
Brian joue ensuite durant 11 saisons à Luton Town où il dispute 427 matchs et marque 130 buts. 
Il marque notamment 2 buts lors de la finale de la League Cup victorieuse face à Arsenal (3-2) à Wembley en 1988.
Il fait une apparition avec l'équipe d'Angleterre le 24 février 1984, lors d'un match contre la France perdu 2-0. 
Lors de ce match, il apparaît sur le terrain avec son partenaire de club, Paul Walsh.
En 1988, il s'engage pour le SM Caen qui vient d'accéder pour la première fois de son histoire à la Division 1.
Le dernier match de la saison 1988-1989 oppose le SM Caen à l'AS Cannes. Il entre pour remplacer Yvan Lebourgeois blessé. Cinq minutes plus tard, il marque le premier but et finalement s'offre un triplé à la dernière minute. Par cette victoire 3-0, Caen finit seizième et acquiert de justesse son maintien en Division 1.
Il devient après ce match l'un des joueurs favoris du public normand.
Après un passage en Division 2 au FC Annecy, il retourne à Luton Town où il ne marque que 3 buts en 39 matchs cette saison-là. Luton Town FC est alors relégué.
Il s'engage ensuite, à 35 ans, pour une année avec Barnet, où il marque 10 buts en 40 matchs. 
Il retourne à Luton en 2000 et devient entraîneur de l'équipe réserve. En 2004, Brian est promu assistant manager par Mike Newell.
Le 15 mars 2007, après le limogeage de Mike Newell, il devient entraîneur de l'équipe première de Luton Town. Après seulement un match à la tête de l'équipe, il est remplacé par Kevin Blackwell, et ne renouvelle pas son contrat avec les Hatters en juin 2007.
En novembre 2008, il est recruté par Grimsby Town, où il retrouve Mike Newell (en), qu'il avait fréquenté à Luton Town. Le 1er décembre 2009, il est remplacé par Chris Casper, ancien manager de Bury FC, après un accord mutuel entre le club et l'entraîneur.

### Entraîneur
- 2000-2004 : Luton Town  Angleterre (entraîneur de l'équipe réserve)
- 2004-2007 : Luton Town  Angleterre (entraîneur adjoint de l'équipe première)
- mars à juin 2007 : Luton Town  Angleterre (entraîneur de l'équipe première)
- 2008-décembre 2009 : Grimsby Town  Angleterre (entraîneur adjoint)

## Palmarès

### En club
- Champion d'Angleterre de Division 2 en 1982 avec Luton Town
- Vainqueur de la League Cup en 1988 avec Luton Town

### EnÉquipe d'Angleterre
- 1 sélection en 1984